# Paradiastema
Paradiastema is een geslacht van vlinders van de familie tandvlinders (Notodontidae), uit de onderfamilie Notodontinae.

## Soorten
- P. monotonia Kiriakoff, 1979
- P. nigrocincta Aurivillius, 1901
- P. nitens Bethune-Baker, 1911
- P. pulverea Hampson, 1910